# 石川名足
石川 名足（いしかわ の なたり）は、奈良時代の公卿。御史大夫・石川年足の子。官位は従三位・中納言。

## 経歴
天平宝字5年（761年）従五位下・下野守に叙任される。その後淳仁朝から称徳朝にかけて、伊勢守・備前守・大和守と地方官を歴任する。特に称徳朝後半は陸奥鎮守将軍・陸奥守と蝦夷征討の任にも当たっている。またこの間、天平宝字8年（764年）従五位上、天平神護2年（766年）正五位下、神護景雲元年（767年）には伊治城築城の功労により正五位上と、称徳朝にて順調に昇進している。
光仁朝に入ると、宝亀2年（771年）兵部大輔次いで民部大輔と京官に復し、いわゆる三十八年戦争と呼ばれる蝦夷征討の時代が始まる前に、名足は蝦夷征討の任務を離れている。宝亀4年（773年）従四位下に昇叙されると、光仁朝では大宰大弐・右大弁と要職を歴任し、宝亀11年（780年）参議に任ぜられ公卿に列した。なお、光仁朝にて編纂が開始された『続日本紀』の作成に淡海三船・当麻永嗣らとともに参画しているが、編纂作業は以前の下書きに因循して十分に整えることができず、生前には完成しないまま菅野真道等に引き継がれている。
天応元年（781年）桓武天皇の即位に伴って従四位上に叙せられると、延暦元年（782年）正四位下、延暦2年（783年）正四位上、延暦3年（784年）従三位と、桓武朝の初頭に急速な昇進を果たし、延暦4年（785年）中納言に至る。
延暦7年（788年）6月4日薨去。享年60。最終官位は中納言従三位兼兵部卿皇后宮左京大夫大和守。

## 人物
見聞きしたことの多くを記憶できた上に、弁舌も巧みで、加えて物事の是非を滞りなく判断できた。しかし、性格は非常に偏狭かつ短気で、好んで他人の過ちを問い詰めた。官人から政務の報告を受ける際に意に沿わない事があると、名足はすぐに口を極めて罵倒したために、太政官に伺候する官人は名足が政務を聴取しているところに出会うと、多くは身を屈めて避けたという。

## 官歴
『続日本紀』による。
- 時期不詳：正六位上
- 天平宝字5年（761年） 正月2日：従五位下。正月16日：下野守
- 天平宝字7年（763年） 正月9日：伊勢守
- 天平宝字8年（764年） 10月26日：従五位上。12月1日：備前守
- 天平神護2年（766年） 8月19日：正五位下
- 神護景雲元年（767年） 7月10日：兼陸奥鎮守副将軍。10月15日：正五位上
- 神護景雲2年（768年） 2月18日：大和守。9月4日：兼陸奥鎮守将軍
- 神護景雲3年（769年） 8月19日：陸奥守
- 宝亀2年（771年） 閏3月1日：兵部大輔。7月23日：民部大輔
- 宝亀4年（773年） 9月7日：従四位下
- 宝亀6年（775年） 7月11日：大宰大弐
- 宝亀8年（777年） 10月13日：造東大寺長官
- 宝亀9年（778年） 2月23日：右大弁
- 宝亀11年（780年） 2月1日：参議。2月9日：伊勢守
- 天応元年（781年） 4月15日：従四位上。5月7日：兼右大弁。5月25日：兼右京大夫。12月23日：御装束司（光仁上皇崩御）
- 延暦元年（782年） 6月21日：正四位下。8月25日：兼美作守
- 延暦2年（783年） 2月25日：兼播磨守。7月19日：正四位上
- 延暦3年（784年） 12月2日：従三位
- 延暦4年（785年） 7月6日：左大弁。11月25日：中納言
- 延暦5年（786年） 2月17日：兼中宮大夫。4月11日：兼皇后宮大夫。6月9日：兼兵部卿
- 延暦6年（787年） 9月17日：兼左京大夫
- 延暦7年（788年） 2月6日：兼大和守。6月10日：薨去（中納言従三位兼兵部卿皇后宮左京大夫大和守）

## 関連事項
- 日本の古代東北経営